# Orden de San Juan de Letrán
La orden de San Juan de Letrán fue una orden caballeresca instituida por el papa Pío IV en el año de 1560, para recompensar los servicios y méritos civiles. 
Su divisa es una cruz de esmalte rojo de ocho puntas orladas y pometadas de oro, angulada con cuatro lises del mismo metal. En el centro, un medallón de esmalte blanco, en cuyo anverso están las llaves de san Pedro en aspa, superadas de la tiara, alrededor el lema: Institutio ordinis MD LX y en el reverso la efigie del santo, con el lema: Premium virtutis et pietatis, pendiente de una cinta negra. Algunos autores confunden esta orden con la de la Espuela de Oro, creada por el mismo sumo pontífice en el año de 1559.
La orden quedó obsoleta en 1790.